# 아쓰타구
아쓰타구(일본어: 熱田区)는 일본 아이치현 나고야시를 구성하는 16개 구 중 하나이다. 옛날에는 도카이도의 53번째 역참 마을이자 아쓰타 신궁의 몬젠마치로 번창한 장소이다.

## 인접한 자치체
나카구, 쇼와구, 미즈호구, 미나미구, 미나토구, 나카가와구

## 역사
나고야시의 구제 시행 때 미나미구로 성립하였고 1937년에 현재의 아쓰타구가 되었다.

## 교통

### 철도
- 나고야시 교통국(나고야 시영 지하철)
  - 메이조선
  - 메이코선

- 도카이 여객철도
  - 도카이도 본선

- 나고야 철도
  - 나고야 본선

### 도로
- 국도 제1호선
- 국도 제19호선
- 국도 제22호선
- 국도 제154호선
- 국도 제247호선